# Politique anti-religieuse soviétique

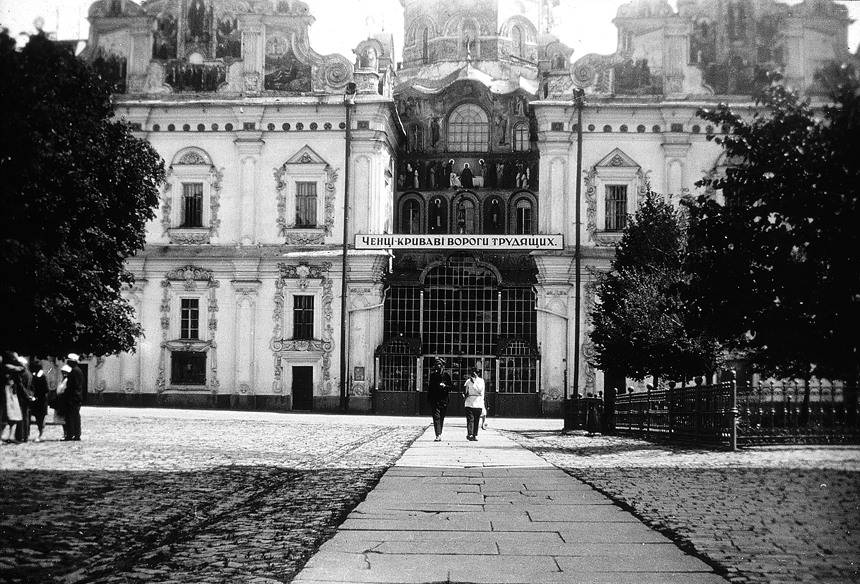
« Les moines - ennemis héréditaires des travailleurs » (Banderole sur la cathédrale de la Dormition de la laure des Grottes de Kiev, années 1930).

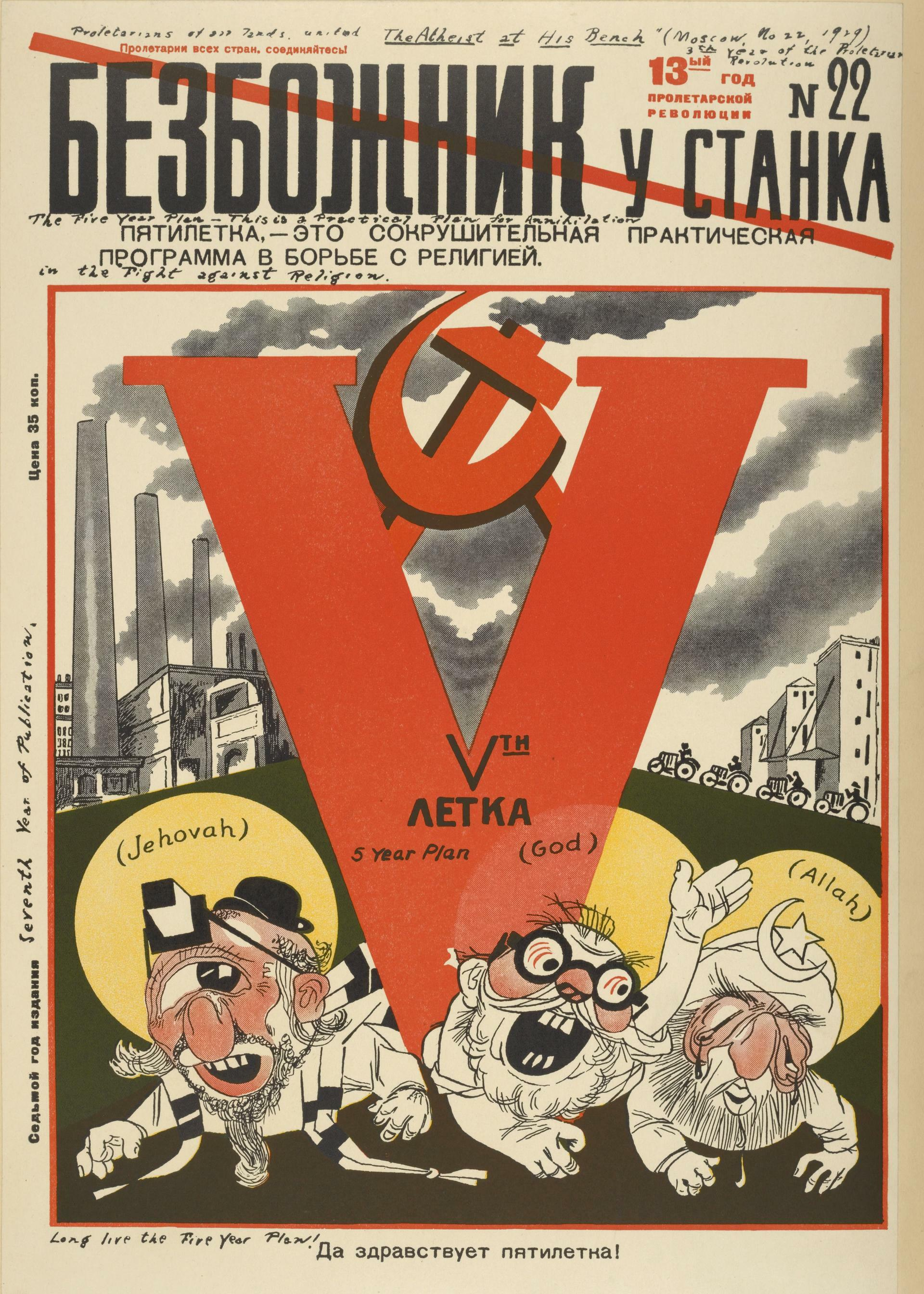
Couverture du magazine Bezbojnik de 1929 publié par la Ligue des militants athées.

La politique anti-religieuse soviétique de 1928 à 1941 est une nouvelle phase de la persécution religieuse en Union soviétique. Cette politique commence en 1929 à la suite de la création d’une nouvelle loi interdisant sévèrement les activités religieuses et appelant à un durcissement des attaques contre la religion afin d’encourager la diffusion de l’athéisme. Cette loi fait suite au 15e congrès du parti en 1927 au cours duquel Joseph Staline critique ce dernier au sujet de son incapacité à produire une propagande antireligieuse plus active et plus persuasive. Cette nouvelle phase coïncide avec le début de la collectivisation forcée de l'agriculture et la nationalisation des rares sociétés privées.
Beaucoup de ceux qui seront arrêtés dans les années 1920 resteront en prison durant, et même après, les années 1930.
La cible principale de la politique antireligieuse des années 1920 et 1930 est l'Église orthodoxe russe (à laquelle sont aussi associées les « Églises uniates »), qui rassemble le plus grand nombre de fidèles. Presque tous les membres de son clergé, et un certain nombre de ses fidèles, sont fusillés ou envoyés dans des camp de travail. Les écoles théologiques sont fermées et les publications religieuses interdites. Pour la seule année 1937, plus de 85 000 prêtres orthodoxes sont tués,. Seul un douzième des prêtres de l'Église orthodoxe russe gardent leurs fonctions dans leurs paroisses en 1941.
Entre 1927 et 1940, le nombre d’églises orthodoxes dans la RSS de Russie chute de 29 584 à moins de 500.
La politique antireligieuse se ralentit à la fin des années 1930 et au début des années 1940 et s’arrête brutalement après le début de l'opération Barbarossa. L’effort national demandé par l'invasion allemande a peut-être finalement empêché la disparition de la religion dans la société soviétique. Toutefois, la campagne antireligieuse se rallume après la guerre : si 70 % des lieux de culte existant en 1917 étaient fermés en 1935 (et 95 % en 1940), leur nombre se maintient encore à 85 % en 1945, et la liberté religieuse en URSS reste problématique bien après la mort de Staline, jusqu'à l'arrivée de Gorbatchev au pouvoir.
Cette politique cherchant à éliminer toute forme de religion et à instaurer un athéisme basé sur une vision matérialiste du monde est accompagnée de déclarations officielles niant toute persécution religieuse en URSS, et assurant que les croyants pris pour cible le sont pour d'autres raisons.

## Éducation
En 1928, Anatoli Lounatcharski, sous la pression des marxistes, met en place une éducation entièrement antireligieuse dès le premier niveau d'étude. Cependant, il s'inquiète de l'expulsion massive des professeurs croyants en raison de la « pénurie d'athées ». En 1929, une conférence de l'Agitprop décide d'intensifier le travail antireligieux dans tout le système éducatif. Cela conduit à la mise en place de sections antireligieuses dans l'enseignement supérieur et dans la recherche. Une faculté antireligieuse est créée à l'Institut des professeurs rouges en 1929.
Une campagne est menée contre les professeurs de l'ancienne élite qui sont suspectés de travailler contre le système et même d'autoriser des prêtres à influencer les élèves. Les professeurs accusés de ces actes peuvent être licenciés et, dans la plupart des cas, ils le sont et souvent emprisonnés.
Des chercheurs et universitaires soviétiques croyants sont dénoncés dans la presse antireligieuse. Cet étiquetage entraîne la purge de 1929-1930 de l'Académie russe des sciences. Durant cette période, presque la totalité des chercheurs, de leurs assistants et des étudiants diplômés sont arrêtés sur de fausses accusations et condamnés à des peines allant de trois ans d'exil à la peine de mort. La plupart d'entre eux sont morts en prison ou dans des camps. Un des objectifs de la purge était de supprimer les intellectuels de l'Église et de soutenir un argument phare de la propagande antireligieuse : seuls les gens arriérés croient en Dieu.
Le célèbre historien soviétique Sergueï Platonov s'est demandé pourquoi un Juif nommé Kaplan avait été désigné à la direction de la maison Pouchkine, et il répondit qu'il n'était pas juif mais chrétien orthodoxe. Kaplan fut alors envoyé dans un camp de concentration pendant cinq ans.
Le Comité central du Parti communiste de l'Union soviétique annule les mesures administratives contre la religion de 1930 à 1931, affaiblissant le travail effectué dans l'éducation, mais une autre directive en septembre 1931 réinstaure une éducation antireligieuse active.

## Le métropolite Serge et l'Église
La plupart des évêques arrêtés entre 1928 et 1932 le sont à cause de leur opposition au métropolite Serge et à la célèbre « déclaration de loyauté ». L'État maintient officiellement sa séparation d’avec l’Église durant cette période, mais, malgré cela,  les arrestations pour motif de désobéissance envers les chefs religieux sont nombreuses. Le GPU interroge souvent sans scrupules les croyants arrêtés « Que pensez-vous de « notre » métropolite Serge, chef de l'Église soviétique ? ».
L'opposition au métropolite est utilisée comme prétexte pour fermer de nombreuses églises et pour envoyer le clergé en exil. À Moscou, la dernière église dissidente ferme officiellement en 1933 et à Leningrad en 1936. Une fois ces églises fermées, elles sont généralement démolies ou reconverties pour un usage civil (plutôt que d'être confiées aux partisans de Serge alors que la seule raison de leur fermeture était l’opposition à ce dernier). Cette campagne diminue fortement le nombre d’églises en service dans le pays.
Malgré tout, de nombreuses communautés ecclésiales non officielles et souterraines existent et forment ce qu'on appelle « l'Église des catacombes ». Cette église souterraine prétend être la continuation légitime et véritable de l'orthodoxie en Russie.
Vingt pour cent des détenus des camps de Solovki en 1928 et 1929 sont emprisonnés dans le cadre de ces affaires. Entre 1928 et 1931, au moins trente-six évêques sont emprisonnés et exilés, et ce nombre dépasse 150 à la fin 1930. Cela ne signifie pas, cependant, que le clergé fidèle à Serge est plus en sécurité car ses membres sont également largement attaqués et arrêtés.
Le métropolite Serge déclare en 1930 à la presse étrangère qu'il n'y a pas de persécution religieuse et que le christianisme partage de nombreux objectifs sociaux avec le marxisme. À la même époque, beaucoup de membres du clergé se réconcilient avec lui.
En raison du nombre important d’évêques arrêtés, les orthodoxes comme les rénovationnistes consacrent secrètement des évêques qui pourraient prendre la place des évêques arrêtés et continuer la lignée apostolique. En conséquence de cette arrestation massive d’évêques, le Saint Synode orthodoxe cesse de fonctionner en 1935.
Selon la presse antireligieuse, les prêtres se rendent « sournoisement » de village en village pour exécuter des services religieux dans les maisons des croyants, tout en étant déguisés en réparateurs ambulants, ou en quelqu'autre profession. Elle affirme également que les prêtres attirent au christianisme les jeunes gens en se proposant à titre gratuit en tant qu'organisateurs de jeux, musiciens, directeurs de chorale, lecteurs publics de littérature russe, ou directeurs de théâtre. La presse antireligieuse affirme aussi que nombre de croyants se tiennent d’eux-mêmes à l'écart des églises et des prêtres en raison de la honte qu’ils éprouvent à observer les rites religieux en public, et que, pour pallier ce problème, de nombreux prêtres pratiquent des rites par contumace, ce qui signifie que les cérémonies de mariage sont effectuées en présence des anneaux envoyés ensuite aux jeunes mariés absents, ou que les cérémonies funéraires ont lieu en présence d’un cercueil vide dans lequel le cadavre est ensuite déposé pour un enterrement laïc.

## Mesures législatives
Sur demande de la Ligue des militants athées, les croyants sont exclus de la direction des fermes en 1929.
En 1929, Lounatcharski déclare que la liberté religieuse peut être suspendue « si elle est utilisée abusivement pour la lutte des classes contre la dictature du prolétariat ». Bien que Lounatcharski ait appelé à une certaine tolérance, cette citation sera sortie de son contexte afin de justifier la lutte antireligieuse menée dans la décennie suivante. La virulence de la propagande de l’Église face aux activités en faveur des athées entraîne, en 1929, la promulgation de nouvelles lois sur les « associations religieuses » ainsi que la création de nouveaux amendements dans la Constitution interdisant toute forme d’activité publique, sociale, communautaire, éducative, d’édition ou missionnaire pour les croyants. L'Église, de ce fait, perd tout droit d’expression publique et son activité est strictement limitée aux services religieux se déroulant à l’intérieur des églises. Parallèlement, la propagande athée continua à avoir un droit illimité de diffusion, empêchant ainsi l'Église de répondre aux arguments utilisés contre elle . Il est interdit à l’Église d’animer des groupes d'étude pour les adultes croyants, d’organiser des pique-niques ou des cercles culturels, ou encore d’organiser des services spéciaux pour les groupes de croyants, comme les écoliers, les jeunes, les femmes ou les mères. Toute poursuite d’activités pastorales réelles par des ecclésiastiques devient punissable par la loi. Ces lois interdisent aussi les activités de charité chrétienne et la participation des enfants à des activités religieuses. Enfin les religieux sont contraints de rester dans les zones leur étant dévolues.
Le 16e congrès du parti invite le Mouvement des pionniers à participer à la lutte antireligieuse. Le même congrès rend également illégal pour les enfants le fait de servir dans les églises comme acolytes ou d'être enrôlés dans des groupes dispensant un enseignement religieux à domicile.
Cette campagne est officiellement justifiée par la vulnérabilité de l'État, vulnérabilité due à la mobilisation religieuse étrangère (comme le Vatican ou les églises évangéliques américaines). Par conséquent, selon cette logique, les églises de Russie doivent être privées de tous droits publics à l'exception du droit de tenir des offices religieux à l’intérieur des églises. Toute cette réglementation facilite ainsi grandement la persécution arbitraire des membres du clergé et de leurs familles par l'État, particulièrement grâce à l’utilisation de lois discriminatoires du point de vue économique, de l’aménagement du territoire et de l’accès au logement.
En 1929, le calendrier soviétique est changé afin de remplacer la semaine de sept jours de travail (six jours travaillés, un jour chômé) par une semaine de 6 jours de travail (cinq jours travaillés, 1 jour chômé) ; ce changement a pour but de faire travailler les gens le dimanche et de les empêcher ainsi d’aller à l’église. Le gouvernement soviétique prend des mesures afin d’empêcher la célébration de Noël et des autres fêtes religieuses. Par exemple, le 25 et 26 décembre sont proclamés « Jours de l’industrialisation » au cours desquels le pays tout entier doit célébrer l’industrialisation nationale en travaillant toute la journée. Cependant, durant les années 1930, un fort taux d’absentéisme au travail les jours des fêtes religieuses est enregistré. Les travailleurs qui se rendent à l’église pour assister aux offices les dimanches ou lors des fêtes religieuses travaillées peuvent être punis pour absentéisme. La nouvelle semaine de travail reste en application jusqu’en 1940.  
La célébration de la fête traditionnelle du Nouvel An russe (fête de la Circoncision de Jésus-Christ) est interdite. Rassemblements et processions religieuses sont d'abord interdits, puis strictement limités et réglementés.
Plus tard, une méthode plus subtile est mise en place pour perturber les fêtes chrétiennes. Cette méthode consiste en la diffusion de films très populaires, les uns après les autres, lors des principaux jours fériés, lorsque les croyants sont censés participer aux processions religieuses, en particulier lors de la célébration de Pâques. Il semble que le but de cette manœuvre est de garder devant leur écran de télévision ceux dont la foi est incertaine ou hésitante[réf. nécessaire].
En 1929, une directive du Comité central demande au Komsomol d’éliminer les préjugés d’origine religieuse de ses membres grâce à une « éducation politique volontaire » (NB : dans le jargon législatif soviétique, le mot « volontaire » ne signifie pas que le refus de participer est autorisé). Les membres des syndicats et des cellules locales du parti sont mis sous pression pour rejoindre la Ligue des militants athées. En 1930, le 16e congrès du Parti mentionne le devoir de ce dernier d’aider à « l'émancipation des masses de l'influence réactionnaire de la religion » et a appelle les syndicats à « organiser correctement et à renforcer la propagande antireligieuse ».
Le parti adopte une résolution lors de son 16e congrès interdisant aux prêtres d’être invités dans des maisons privées, aux églises de recevoir des dons et mettant sous pression les syndicats afin de ne pas effectuer de travaux pour les églises (y compris les réparations de bâtiments). Le parti appelle également les syndicats à renforcer la propagande antireligieuse.

## Vexations financières
L’Église est traitée à partir de 1929 comme une entreprise privée et le clergé qualifié de koulaks pour des raisons de taxation, et ils sont soumis à la même taxation qui avait été introduite pour les paysans et les commerçants privés (jusqu'à 81 % du revenu).

## Les musulmans
Mirsäyet Soltanğäliev, alias Sultan-Galiev, bolchévik tatar qui par la suite devint un résistant au pouvoir du PCUS, se montra favorable à l'instauration d'un État marxiste indépendant en Asie centrale. Il avait voulu donner une version musulmane au marxisme (la plupart des communistes d'Asie centrale étant des musulmans croyants) faisant valoir que les Russes tsaristes avaient opprimé les sociétés musulmanes et pas seulement quelques grands propriétaires fonciers et autres bourgeois. En dépit de cette tentative de synthèse, il était vu par les Bolcheviques comme excessivement tolérant à l’égard du nationalisme et de la religion et en 1923, il est accusé de déviation nationaliste panislamique et panturque, arrêté et expulsé du parti. Il est libéré, mais avec la mort de Lénine en 1924, il perd son seul protecteur et reste donc un paria politique, constamment surveillé par la sécurité d'État. Durant ces années, il passe son temps à voyager pour la Fédération de la Chasse et écrit des critiques occasionnelles et des traductions. Il est accompagné de sa seconde épouse Fatima Yerzina, épousée en 1918 et de leurs deux enfants. 
En 1928, il est arrêté une deuxième fois et condamné en juillet 1930 à être fusillé. Mais en janvier 1931, sa peine est commuée en dix ans de travaux forcés pour nationalisme et activité anti-soviétique. En 1934, il est libéré et obtient la permission de vivre dans l'oblast de Saratov. Au début de 1937, il est de nouveau arrêté et contraint de faire une autocritique. En décembre 1939, il est condamné à la peine de mort et exécuté le 28 janvier 1940 à Moscou. Staline n'est pas favorable à la tentative de Sultan-Galiev de faire la synthèse entre l'islam, le nationalisme et le communisme et à prêcher la révolution parmi les régions musulmanes. Staline le fait condamner comme leader indépendant « musulman ».
Il y avait 20 000 mosquées en Asie centrale en 1917, moins de 4 000 en 1929 et en 1935, il en reste seulement moins de 60 en Ouzbékistan, qui concentre alors la moitié de la population musulmane d'Asie centrale. Les religieux musulmans rencontrent les mêmes vexations financières que le clergé chrétien et sont incapables de subvenir à leurs besoins. On observe aussi une diminution massive du nombre d'imams ou de mollahs, nombre d'entre eux étant arrêtés ou exécutés pendant les purges staliniennes. Beaucoup de religieux musulmans non enregistrés continuent à pratiquer illégalement. Dans certaines parties du Caucase, la campagne antireligieuse et les attaques contre l'islam provoquent une guérilla que les troupes soviétiques sont amenées à réprimer.

## Activités
Le 15 mai 1932, un plan quinquennal de l'athéisme est adopté par le gouvernement soviétique avec le slogan : « Plus de Dieu en 1937 ! » avec pour but de « liquider le clergé réactionnaire du pays ».

## Critique de l'étranger
Beaucoup de manifestations ont lieu dans les pays occidentaux contre la lutte antireligieuse en URSS, et il y a des prières publiques au Royaume-Uni, à Rome et d'autres endroits au nom de l'Église. Ces activités contribuent grandement à l'arrêt temporaire de la lutte antireligieuse, Staline ne pouvant se permettre l'aliénation totale de l'Occident du fait qu'il a encore besoin de ses crédits et des machines pour l'industrialisation du pays.